# Rondeletia microcarpa
Rondeletia microcarpa är en måreväxtart som beskrevs av Ignatz Urban och Erik Leonard Ekman. Rondeletia microcarpa ingår i släktet Rondeletia och familjen måreväxter. Inga underarter finns listade i Catalogue of Life.